# 류보미르 후자르

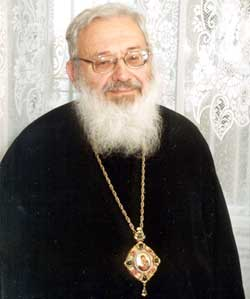
류보미르 후자르 추기경

류보미르 후자르 추기경의 문장

류보미르 야로슬라보비치 후자르(우크라이나어: Любоми́р Яро́славович Гу́зар, 1933년 2월 26일~2017년 5월 31일)는 우크라이나 그리스 가톨릭교회의 상급 대주교이자 추기경이다.